# Georgische parlementsverkiezingen 2012
De Georgische parlementsverkiezingen van 2012 vonden plaats op 1 oktober 2012 voor alle 150 parlementsleden van de 8e convocatie van het Parlement van Georgië. De verkiezingen werden gewonnen door de oppositiecoalitie rond de Georgische Droom partij van miljardair Bidzina Ivanisjvili en resulteerden in de eerste democratische en per stembus afgedwongen machtswisseling in Georgië. Deze partij won met de overige vijf partijen in het verkiezingsblok 85 zetels. De overige 65 zetels gingen naar verliezer Verenigde Nationale Beweging van president Micheil Saakasjvili. Er stonden veertien partijen en kiesblokken op het stembiljet.

## Kiesstelsel

Aantal geregistreerde kiezers per kiesdistrict:
< 10.000 (5)
10.000-25.000 (19)
25.000-50.000 (25)
50.000-100.000 (14)
> 100.000 (10)

De verkiezingen werden gehouden door middel van een gemengd kiesstelsel. Hierbij werden 77 van de 150 zetels verkozen via evenredige vertegenwoordiging met een kiesdrempel van 5% door een stem op een partijlijst, en 73 zetels werden verkozen via enkelvoudige districten op basis van een tweerondensysteem met een 30% drempel.
De oorlog in 2008 om de afscheidingsgebieden Zuid-Ossetië en Abchazië en het verlies van het gezag over de laatste delen van deze gebieden betekende ook dat het aantal feitelijke kiesdistricten werd gereduceerd van 75 naar 73. De Zuid-Osseetse districten Achalgori en Liachvi (gecombineerd district voor Eredvi en Koerta) vielen af. Tevens werd het eenmalig in 2008 gebruikte kiesdistrict Azjara (Opper-Abchazië) in de Kodorivallei van Abchazië weer afgeschaft. De districten varieerden in grootte van 5.800 tot 163.000 geregistreerde kiezers, een onevenwichtigheid die pas met de verkiezingen in 2016 werd gerepareerd.

## Resultaten
De verkiezingen werden gewonnen door de zespartijencoalitie van Georgische Droom, die een meerderheid in het parlement won met 85 zetels. Er was geen tweede ronde nodig voor de districtszetels. Alleen de Georgische Droom en de Verenigde Nationale Beweging wisten de kiesdrempel van 5% te passeren. Geen enkele andere partij wist enkelvoudige districten te winnen. Hierdoor werd de Verenigde Nationale Beweging de enige oppositiepartij in het nieuwe parlement.
De coalitie Georgische Droom vormde uiteindelijk drie fracties: de liberale Vrije Democraten en Republikeinse Partij vormden hun eigen fracties van 11 en 9 zetels, terwijl de overige partijen van de coalitie zich verenigden in de Georgische Droom fractie met 65 parlementsleden. De Verenigde Nationale Beweging vormde ook drie fracties van 46 en tweemaal 7 zetels groot. Vijf overige parlementsleden van deze partij bleven buiten een van deze fracties.
|                                       | #41                               | Georgische Droom coalitie * Georgische Droom * Vrije Democraten * Republikeinse Partij * Conservatieve Partij * Nationaal Forum * Industrie Zal Georgië Redden | 1.181.862 | 54,97  | 44 | 1.141.404 | 53,47  | 41 | 85 47 11 9 6 | +82 +47 +11 +7 +5 +6 | [ 4 ] |  |  |  |
|                                       | #5                                | Verenigde Nationale Beweging | 867.432   | 40,34  | 33 | 869.109   | 40,72  | 32 | 65           | −54                  |       |  |  |  |
|                                       | #10                               | Christen-Democratische Unie kiesblok * Christen-Democratische Beweging *Europese Democraten                                                                    | 43.805    | 2,04   | 0  | 49.051    | 2,30   | 0  | 0            | −6                   |       |  |  |  |
|                                       | #38                               | Georgische Arbeiderspartij | 26.621    | 1,24   | 0  | 20.105    | 0,94   | 0  | 0            | −6                   |       |  |  |  |
|                                       | #24                               | Nieuwe Rechtsen | 9.255     | 0,43   | 0  | 14.434    | 0,68   | 0  | 0            | −17                  |       |  |  |  |
|                                       | #1                                | Vrij Georgië | 5.865     | 0,27   | 0  | 27.850    | 1,30   | 0  | 0            | 0                    |       |  |  |  |
|                                       | #9                                | Voor een Eerlijk Georgië | 4.073     | 0,19   | 0  | 4.203     | 0,20   | 0  | 0            | 0                    |       |  |  |  |
|                                       | #4                                | Nationaal-Democratische Partij | 3.023     | 0,14   | 0  | 1.380     | 0,06   | 0  | 0            | 0                    |       |  |  |  |
|                                       | #23                               | Georgisch Gezelschap | 2.324     | 0,11   | 0  | 4.127     | 0,19   | 0  | 0            | 0                    |       |  |  |  |
|                                       | #40                               | Georgische Sportersgemeenschap | 1.572     | 0,07   | 0  | 64        | 0,00   | 0  | 0            | 0                    |       |  |  |  |
|                                       | #19                               | Vrijheid | 1.013     | 0,05   | 0  | 212       | 0,01   | 0  | 0            | 0                    |       |  |  |  |
|                                       | #22                               | Merab Kostava Genootschap | 997       | 0,05   | 0  | 711       | 0,03   | 0  | 0            | 0                    |       |  |  |  |
|                                       | #35                               | Toekomstig Georgië | 701       | 0,03   | 0  | 951       | 0,04   | 0  | 0            | 0                    |       |  |  |  |
|                                       | #36                               | Arbeidersraad | 581       | 0,03   | 0  | 409       | 0,02   | 0  | 0            | 0                    |       |  |  |  |
|                                       | #17                               | Volksbeweging | 546       | 0,03   | 0  |           |        | 0  | 0            | 0                    |       |  |  |  |
|                                       | #26                               | Volkspartij | 527       | 0,02   | 0  |           |        | 0  | 0            | 0                    |       |  |  |  |
|                                       |                                   | Onafhankelijken |           |        |    | 552       | 0,03   | 0  | 0            | 0                    |       |  |  |  |
| Totaal                                | Totaal                            | Totaal | 2.150.197 | 100,00 | 77 | 2.134.562 | 100,00 | 73 | 150          | 0                    |       |  |  |  |
|                                       |                                   | |           |        |    |           |        |    |              |                      |       |  |  |  |
| Geldige stemmen                       | Geldige stemmen                   | Geldige stemmen | 2.150.197 | 97,16  |    |           |        |    |              |                      |       |  |  |  |
| Ongeldige en blanco stemmen           | Ongeldige en blanco stemmen       | Ongeldige en blanco stemmen | 62.874    | 2,84   |    |           |        |    |              |                      |       |  |  |  |
| Totale stemmen                        | Totale stemmen                    | Totale stemmen | 2.213.071 | 100,00 |    |           |        |    |              |                      |       |  |  |  |
| Geregistreerde kiezers en opkomst     | Geregistreerde kiezers en opkomst | Geregistreerde kiezers en opkomst | 3.613.851 | 61,24  |    |           |        |    |              |                      |       |  |  |  |
| Bronnen: CESKO, CESKO Dashboard, IPU. |                                   | |           |        |    |           |        |    |              |                      |       |  |  |  |